# Scotopteryx plumbaria
Scotopteryx plumbaria är en fjärilsart som beskrevs av Fabricius 1775. Scotopteryx plumbaria ingår i släktet backmätare, och familjen mätare. Inga underarter finns listade.